# Nature morte à la théière
Nature morte à la théière est un tableau réalisé par le peintre français Paul Cézanne en 1902-1906. De format horizontal, cette huile sur toile est une nature morte qui représente une théière posée sur une table à la nappe pliée près d'un couteau et d'une assiette de fruits orangés. Legs de Gwendoline Davies en 1951, l'œuvre est conservée au musée national de Cardiff, à Cardiff, au pays de Galles, au Royaume-Uni.